# (100575) 1997 HD3
(100575) 1997 HD3 es un asteroide perteneciente al cinturón de asteroides, descubierto el 30 de abril de 1997 por el equipo del Spacewatch desde el Observatorio Nacional de Kitt Peak, Arizona, Estados Unidos.

## Designación y nombre
Designado provisionalmente como 1997 HD3.

## Características orbitales
1997 HD3 está situado a una distancia media del Sol de 2,308 ua, pudiendo alejarse hasta 2,471 ua y acercarse hasta 2,145 ua. Su excentricidad es 0,070 y la inclinación orbital 1,705 grados. Emplea 1281,25 días en completar una órbita alrededor del Sol.

## Características físicas
La magnitud absoluta de 1997 HD3 es 17,7.